# エルク郡 (ペンシルベニア州)
エルク郡 （英: Elk County）は、アメリカ合衆国ペンシルベニア州の中央部北西に位置する郡である。2010年国勢調査での人口は31,946人であり、2000年の35,112人から9.0%減少した。郡庁所在地はリッジウェイ・ボロ（人口4,078人）であり、同郡で人口最大の都市はセントメアリーズ市（人口13,070人）である。エルク郡は1843年4月18日に、ジェファーソン郡、クリアフィールド郡、マッキーン郡のそれぞれ一部を合わせて設立された。郡名は、昔からこの地域に生息していたイースタンエルクから採られた。

## 地理
アメリカ合衆国国勢調査局に拠れば、郡域全面積は832平方マイル (2,154.9 km2)であり、このうち陸地799平方マイル (2,069.4 km2)、水域は32平方マイル (82.9 km2)で水域率は0.43%である。

### 隣接する郡
- マッキーン郡 - 北
- カメロン郡 - 東
- クリアフィールド郡 - 南
- ジェファーソン郡 - 南西
- フォレスト郡 - 西
- ウォーレン郡 - 北西

### 国立保護地域
- アリゲイニー国立の森（部分）

## 政治
2008年11月時点でエルク郡 には20,523人の登録有権者がいた
- 民主党: 10,230 (52.61%)
- 共和党: 7,355 (37.49%)
- その他の政党: 1,213 (6.18%)

エルク郡は州レベルの選挙や国政選挙では激戦区となる傾向がある。2000年アメリカ合衆国大統領選挙および2004年では、共和党のジョージ・W・ブッシュが郡を制したが、2008年では、民主党が盛り返し、バラク・オバマが制した。しかし、2012年では、共和党のミット・ロムニーが選ばれた。エルク郡が大統領に当選した候補者を選ばなかったのは1968年以来のことになった。
エルク郡 はアメリカ合衆国下院議員ペンシルベニア州第5選挙区に属し、2013年時点では共和党議員を選出している。ペンシルベニア州議会上院では第75選挙区に属しており、下院では第25選挙区に属している。2013年時点でいずれも共和党員を選出している。

## 人口動態

人口ピラミッド

以下は2000年国勢調査による人口統計データである。
| 基礎データ - 人口: 35,112人 - 世帯数: 14,124 世帯 - 家族数: 9,745家族 - 人口密度: 16人/km2（42人/mi2） - 住居数: 18,115軒 - 住居密度: 8軒/km2（22軒/mi2） 人種別人口構成 - 白人: 98.96% - アフリカン・アメリカン: 0.15% - ネイティブ・アメリカン: 0.09% - アジア人: 0.35% - 太平洋諸島系: 0.04% - その他の人種: 0.10% - 混血: 0.31% - ヒスパニック・ラテン系: 0.40% 先祖による構成 - ドイツ系：42.8% - イタリア系：17.8% - アイルランド系：7.4% - スウェーデン系：5.0% | 年齢別人口構成 - 18歳未満: 24.0% - 18-24歳: 6.8% - 25-44歳: 28.6% - 45-64歳: 23.3% - 65歳以上: 17.3% - 年齢の中央値: 39歳 - 性比（女性100人あたり男性の人口） - 総人口: 98.0 - 18歳以上: 95.3 世帯と家族（対世帯数） - 18歳未満の子供がいる: 31.0% - 結婚・同居している夫婦: 56.0% - 未婚・離婚・死別女性が世帯主: 8.7% - 非家族世帯: 31.0% - 単身世帯: 27.3% - 65歳以上の老人1人暮らし: 13.6% - 平均構成人数 - 世帯: 2.45人 - 家族: 2.99人 |

## 都市と町

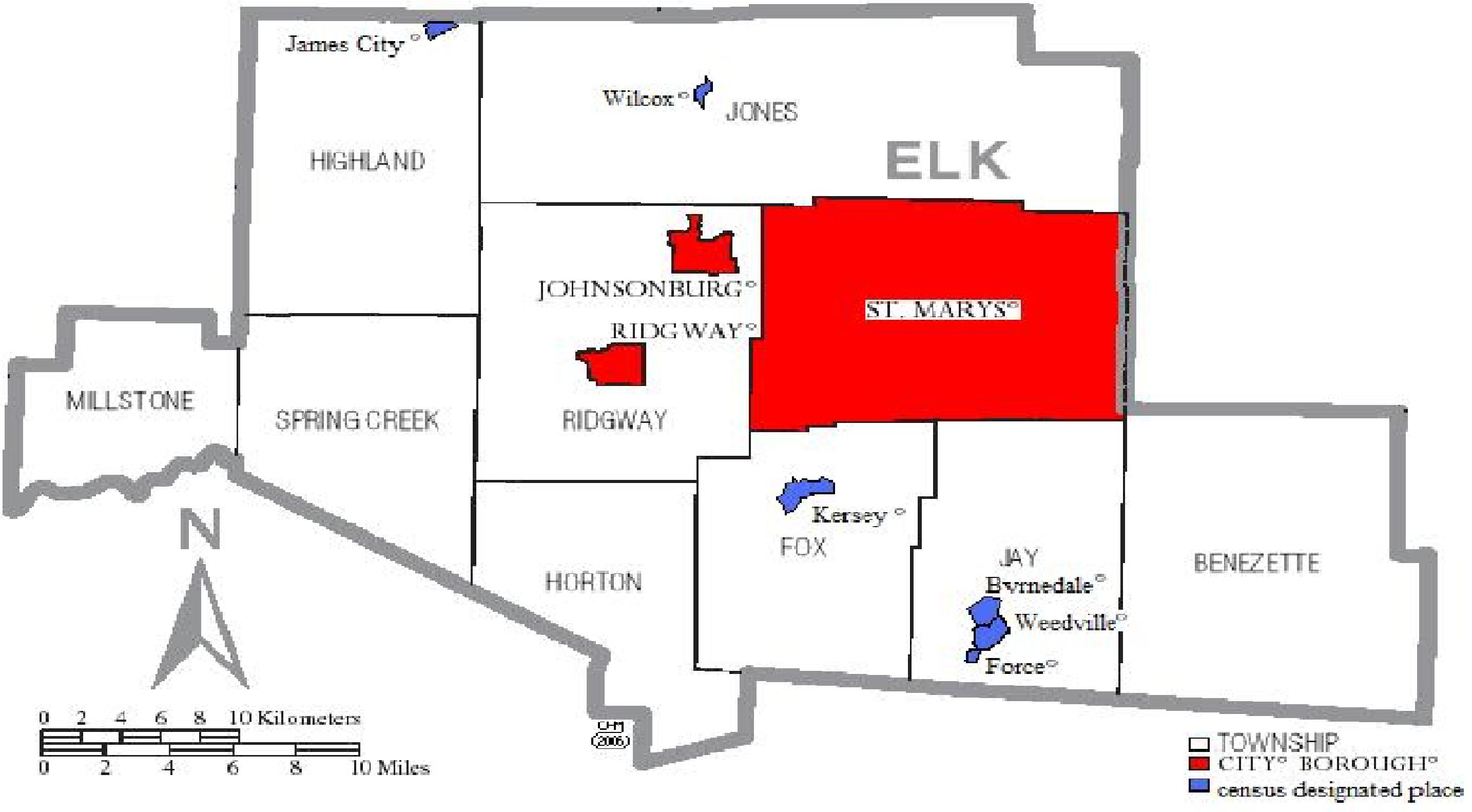
エルク郡 の自治体、ボロは赤、タウンシップは白、国勢調査指定地域は青

ペンシルベニア州法の下では4種類の自治体がある。市、ボロ、タウンシップ、町である。

### 都市
- セントメアリーズ

### ボロ
- ジョンソンバーグ
- リッジウェイ - 郡庁所在地

### タウンシップ
- ベネゼット
- フォックス
- ハイランド
- ホートン
- ジェイ
- ジョーンズ
- ミルストーン
- リッジウェイ
- スプリングクリーク

### 国勢調査指定地域
国勢調査指定地域はアメリカ合衆国国勢調査局が人口統計データを取るために設定した地域である。州法の下では実際の司法権が及ぶ範囲ではない。村などその他の未編入領域も下記に挙げる。
- バーンデール、ジェイ・タウンシップ
- フォース、ジェイ・タウンシップ
- ジェイムズシティ、ハイランド・タウンシップ
- カーシー、フォックス・タウンシップ
- ウィードビル、ジェイ・タウンシップ
- ウィルコックス、ジョーンズ・タウンシップ

### 未編入の町
- デイガス、フォックス・タウンシップ
- ロリータ、ミルストーン・タウンシップ

## 教育

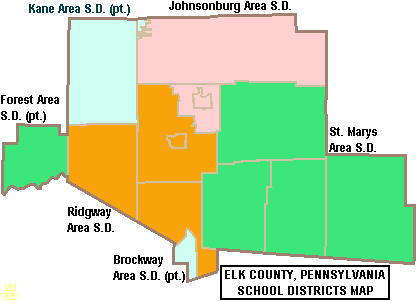
エルク郡教育学区の区分図

### 公共教育学区
- ブロックウェイ地域教育学区
- フォレスト地域教育学区
- ケイン地域教育学区
- ジョンソンバーグ地域教育学区
- リッジウェイ地域教育学区
- セントメアリーズ地域教育学区

州内には11の公立サイバー・チャータースクールがあり、州内の幼稚園から12年生まで無料で利用できる。
エルク郡の児童はセネカハイランズ中間ユニット第9も利用できる。このユニットはセントメアリーズ市スプルース通り499にある。カメロン郡、エルク郡、マッキーン郡、ポッター郡の公立、私立、チャーターすべての学校に機能している。14の教育学区の15,761人と非公立9校の1,673人の児童生徒を教えている。このユニットは3,300平方マイル (8,500 km2) の地域、105,102人の住民をカバーしている。

### 私立学校
- エルク郡カトリック高校
- セントボニフェイス学校 - カーシー
- セントレオ学校 - リッジウェイ
- セントメアリーズ・カトリック小学校 - セントメアリーズ
- セントメアリーズ・カトリック中学校 - セントメアリーズ
- ノースセントラル・ワークフォース・インベストメント・ボード - リッジウェイ
- アン・フォーブス看護学校 - リッジウェイ

### 図書館
- エルク郡公共図書館 - セントメアリーズ
- ジョンソンバーグ公共図書館 - ジョンソンバーグ
- リッジウェイ・フリー公共図書館 - リッジウェイ
- セントメアリーズ公共図書館 - セントメアリーズ
- トリステイトコール図書館協同組合 - ローズモント
- ウィルコックス公共図書館 - ウィルコックス

### 公園とレクリエーション
郡内には2つの州立公園がある。
- ベンディゴ州立公園
- エルク州立公園